# Robert Henry Wynyard
Sir Robert Henry Wynyard (24 de dezembro de 1802 - 6 de janeiro 1864) foi um Administrador da Nova Zelândia colonial, servindo várias vezes como vice-governador da província de Nova Ulster, administrador do Governo, e superintendente da Província de Auckland.

## Tenente-governador de Nova Ulster
De 26 de abril de 1851 até 7 de Março de 1853, Sir Robert Henry Wynyard foi vice-governador de Nova Ulster, uma Província da Nova Zelândia abrangendo grande parte da Ilha do Norte. Esse cargo foi abolido, quando a Nova Zelândia foi dividida em várias províncias de menores dimensões pelo Ato da Constituição de 1852 .

## Superintendente da Província de Auckland
Wynyard foi Superintendente da nova Província de Auckland de 12 de julho de 1853 até 5 de Janeiro de 1855.

## Administrador de Governo
Wynyard serviu por duas vezes(3 de janeiro de 1854 a 6 de Setembro 1855 e 3 de outubro de 1861 a dezembro de 1861) como Administrador do Governo, em cada caso, entre o regresso de um Governador ao Reino-Unido e de chegada do seguinte. Wynyard abriu o primeiro Parlamento da Nova Zelândia em 24 de maio de 1854. Ele foi rapidamente confrontado com as exigências do novo Parlamento, pedindo que seja concedido imediatamente um "governo responsável", a 2 de Junho a Câmara dos Representantes aprovou uma resolução, patrocinada por Edward Gibbon Wakefield, para o efeito. Wynyard recusou, afirmando que o "Colonial Office" não fez nenhuma menção de "governo responsável" nos seus despaxos. O Conselho Executivo informou Wynyard contra a implementação do "governo responsável", que, entretanto, mandou um despaxo para Londres, solicitando esclarecimentos. Wynyard propoes então adicionar alguns membros eleitos do Parlamento ao Conselho Executivo, e nomeia James Fitzgerald, Henry Sewell e Frederick Weld para o Conselho. Um compromisso foi encontrado durante algumas semanas, mas no dia 1 de Agosto, o Parlamento exigiu o poder total de nomear ministros. Wynyard recusou, e os três deputados demitiram-se  do conselho. Em resposta, Wynyard dissolveu o Parlamento por duas semanas. Em 31 de agosto, nomeou Thomas Forsaith, Edward Jerningham Wakefield e James Macandrew para o Conselho Executivo, mas quando o Parlamento reuniu-se novamente uma moção de "não confiança" nos membros foi proposta a voto.
O Parlamento reuniu-se em 8 de agosto de 1855, altura em que Wynyard tinha recebido instruções do Escritório Colonial para introduzir o "governo responsável". Felizmente para Wynyard, o novo governador, Sir Thomas Browne Gore, chegou no dia 6 de setembro de 1855 e substituindo Wynyard nas suas funções.
O segundo mandato de Wynyard como administrador foi menos cansativo. Preenchendo o cargo entre Gore e Browne Sir George Grey, ele governou Nova Zelândia por um curto período com o conselho de ministros, sendo William Fox o Primeiro-ministro da Nova Zelândia .

## O governador em exercício daColónia do Cabo
Ele agiu como Governador da Colónia do Cabo, duas vezes, por pedido de Sir George Grey entre 1859-1860 e 1861-1862.
Ele morreu em Bath, Inglaterra, em 1864.